# Киберпонедельник
Киберпонеде́льник (англ. Cyber Monday) — это понедельник, наступающий после Чёрной пятницы, которая даёт старт сезона распродаж в Соединённых Штатах, между Днём благодарения и Рождеством. Если Чёрная пятница ассоциируется с традиционным пиком продаж в розничной торговле в обычных магазинах, то «киберпонедельник» обозначает напряжённый день в интернет-сегменте розничной торговли, в онлайн-магазинах, которые предлагают товары по сниженным ценам. Киберпонедельник был придуман предприимчивыми продавцами специально для офисных работников, которые после настоящих распродаж в «Чёрную пятницу» возвращаются в понедельник в свои офисы и по инерции продолжают делать покупки со своих служебных компьютеров.

## Происхождение термина
Термин «киберпонедельник» изобрёл Shop.org, отделение Национальной федерации розничной торговли США, и до периода каникул 2005 года данное выражение не употреблялось в среде пользователей Интернета. Согласно Скотту Сильверману, исполнительному директору организации, термин был создан на основе данных маркетинговых исследований. Они показали, что 77 % онлайновых розничных торговцев сообщили о значительном росте продаж в понедельник после Дня благодарения в 2004 году.
«Киберпонедельник» часто ассоциируется с необоснованным мнением о том, что он является днём наиболее активных покупок в Интернете, когда покупатели в США продолжают покупки, находясь на работе.
Статистика интернет-магазинов США показывает, что наиболее оживленные торговые дни года обычно выпадают на период с 5 по 15 декабря. В 2005 году, когда был придуман сам термин, по данным собранной MasterCard мировой статистики, наибольшее количество веб-транзакций выпало на 5 декабря, то есть через неделю после Дня благодарения, а по данным Shop.org, пик продаж интернет-магазинов в действительности выпал на 12 декабря, то есть через две недели после «киберпонедельника». В то же время, по данным Национальной федерации розничной торговли США, в 2006 году «киберпонедельник» был на 26 % более результативным, чем в 2005, и принёс онлайновой торговле $485 млн дохода, став рекордным в истории интернет-торговли.
Некоторые критики в Интернете и в средствах массовой информации призывали не употреблять термин, назвав его «бесполезным словечком из жаргона СМИ».

## Киберпонедельник в России
28 января 2013 года прошел первый в истории Рунета киберпонедельник. Максим Фалдин, совладелец компании Wikimart, анонсировал эту идею в рамках Online Retail Russia в декабре 2012 года, позже акция была поддержана под эгидой АКИТ (Ассоциации компаний интернет-торговли). Собственные мини-киберпонедельники проводились и независимыми интернет-магазинами.
Для онлайн-ритейлеров киберпонедельник прошел вполне успешно. Wikimart принял 6 тысяч заказов общей суммой $2 млн (примерно в 2 раза больше, чем в пик новогодних продаж). В интернет-магазине «М.видео» было оформлено 4 тысячи заказов, что на 20 % выше пиковых декабрьских продаж. Оборот интернет-магазина «Белый ветер цифровой» в киберпонедельник был выше среднего в 4 раза. Магазин «Десятое измерение» обработал вчетверо больше заказов, чем в обычный день, число посетителей увеличилось в 6,5 раз.
Киберпонедельник продолжался 28 января с 00:00 по 23:59. Однако блогеры нашли хитрости со стороны продавцов и случаи обмана покупателей. Так в день распродаж цены иногда превышали цену, которая была несколько дней назад; в других случаях цена могла резко повышаться незадолго до акции, чтобы во время акции скидка выглядела большей по размеру. Представители компаний объясняли по-разному «такое различие» цен и невыгодность покупок.
Благодаря киберпонедельнику доля товаров, приобретаемых в Интернете, на один день выросла до 10 %. 15 декабря 2015 г. АКИТ анонсировали новый киберпонедельник, который прошёл 25 января 2016 г. Организаторы заявили о намерении заработать на распродаже 11,5 млрд рублей, однако результаты оказались скромнее — общий оборот акции составил, по оценкам АКИТ, около 9 млрд рублей.
В марте 2016 г. АКИТ объявили о проведении очередного киберпонедельника 30 мая 2016 г.. Впервые акцию поддержал Роспотребнадзор.
30 января 2017 г. киберпонедельник в России проводили 3 крупных организатора: «ЭкспертТаун» при поддержке Ассоциации Электронных Коммуникаций (РАЭК) и Регионального общественного центра интернет-технологий (РОЦИТ), «Блэк Фрайдэй» при поддержке Национальной Ассоциации Дистанционной Торговли (НАДТ), также свою распродажу проведёт АКИТ, ранее заявивший об отказе от отдельных акций в пользу постоянно действующей площадки распродаж.